# Euphyia plenitaeniata
Euphyia plenitaeniata är en fjärilsart som beskrevs av Franz Dannehl 1933. Euphyia plenitaeniata ingår i släktet Euphyia och familjen mätare. Inga underarter finns listade i Catalogue of Life.